# Woodbridge (Suffolk)
Woodbridge é uma cidade e paróquia civil do distrito de Suffolk Coastal, no Condado de Suffolk, na Inglaterra. Sua população é de 11.385 habitantes (2015). Woodbridge foi registrada no Domesday Book de 1086 como Udebriga/Udebrige/Udebryge/Wdebride/Wdebrige/Wudebrige/Wudebrvge.